# Cours des Maréchaux
Le cours des Maréchaux est une voie de Paris située dans le 12e arrondissement, plus précisément dans le bois de Vincennes.

## Situation et accès
Orienté nord-sud, il est entouré à l'ouest par le château de Vincennes et à l'est par le fort de Vincennes ; il communique à son extrémité sud avec l'avenue des Minimes et se prolonge au nord au-delà de l'avenue de Nogent par le cours Marigny situé sur la commune de Vincennes. Les voies de circulation, séparées par un terre-plein central, comportent du stationnement des deux côtés ; le tout est bordé de rangées de platanes. Perpendiculairement, en son centre, se trouve une petite voie de circulation permettant le demi-tour et située dans l'axe des allées et des portes du château et du fort de Vincennes.

## Historique
Il est créé par le percement à travers le fort de Vincennes, séparant alors le château du Fort Neuf ; il est inauguré le 19 juin 1931.

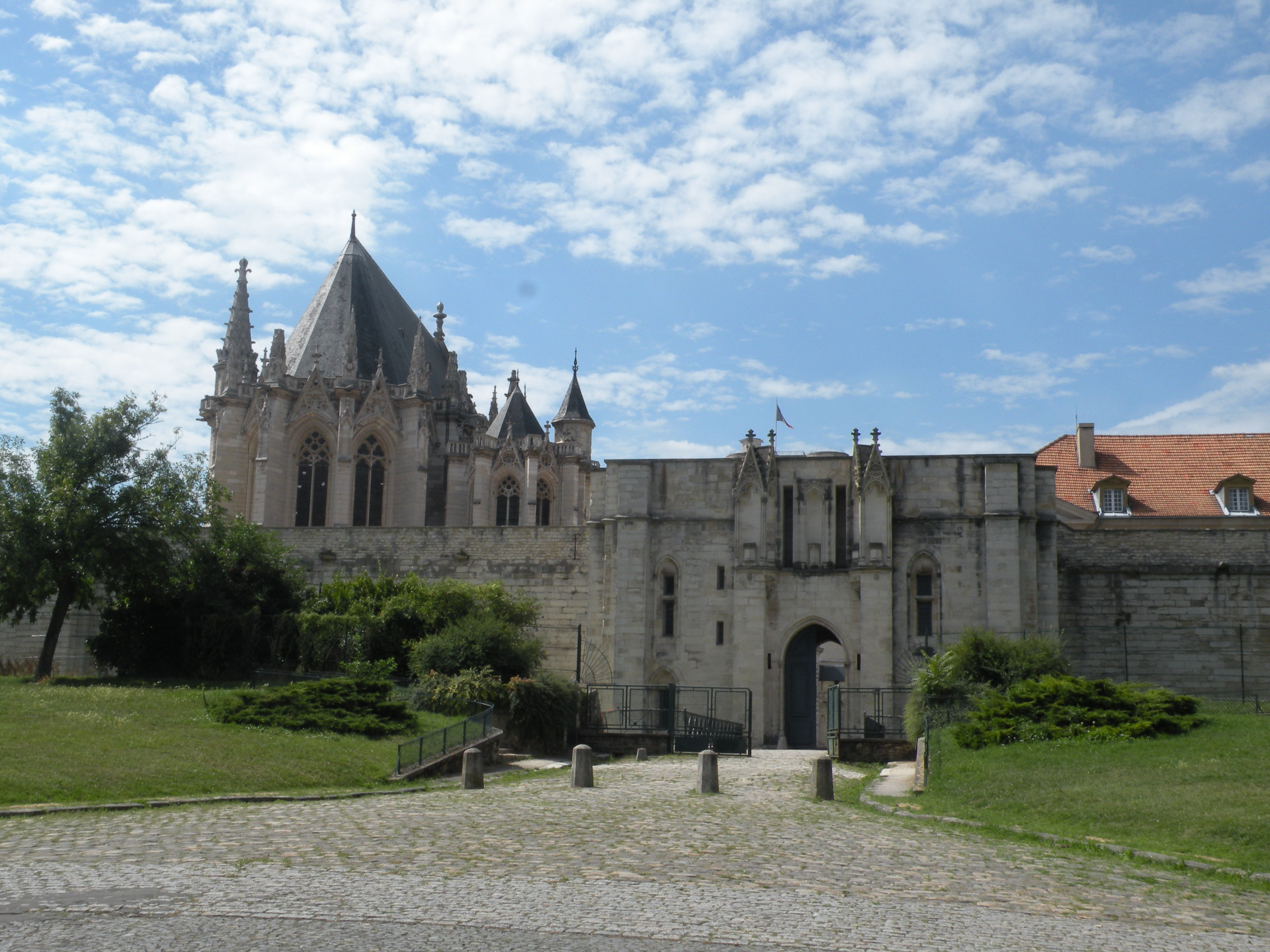
La tour des Salves et, dans l'enceinte, la Sainte-Chapelle du château de Vincennes vues depuis le cours des Maréchaux.